# Lunar Orbital Platform-Gateway

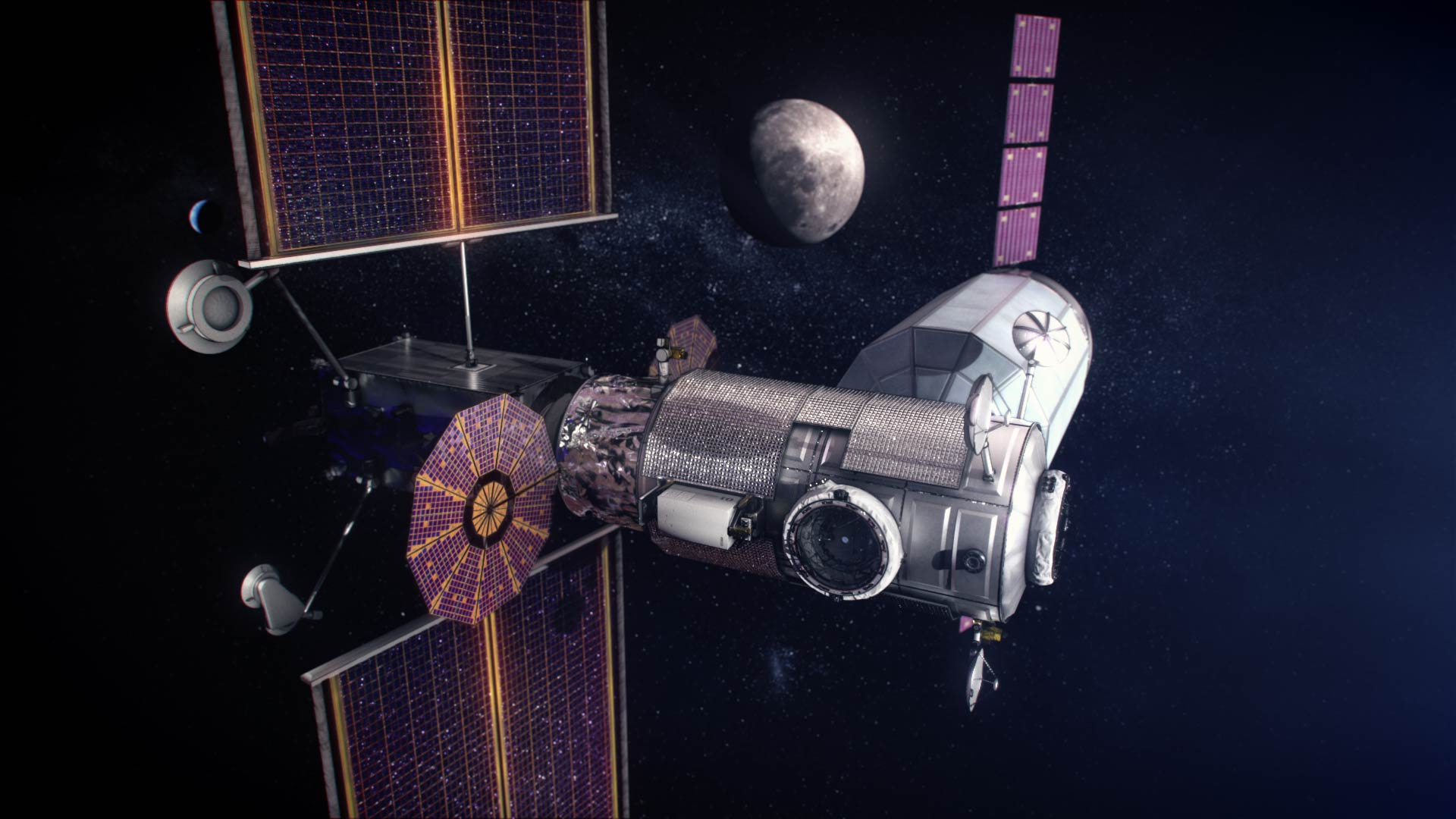
Darstellung des Lunar Orbital Platform-Gateway (März 2020), links – Power and Propulsion Element, Mitte – Habitation and Logistics-Modul, hinten – Frachtraumschiff

Der Lunar Orbital Platform-Gateway (LOP-G), früher als Deep Space Gateway (DSG) bezeichnet, ist eine geplante Raumstation von NASA, ESA, JAXA, CSA und MBRSC. Der LOP-G soll den Mond umkreisen und – anders als die ISS – nicht durchgängig besetzt sein. Im Rahmen des Artemis-Programms soll er ab den späten 2020er Jahren als Zwischenstation für bemannte Missionen zum Mond dienen und Technologien für spätere bemannte Marsmissionen erproben.

## Umlaufbahn
Für den LOP-G ist ein südlicher „L2 Near Rectilinear Halo Orbit“ vorgesehen, der zu einer Familie von relativ stabilen Mondorbits gehört. Das Periselen soll etwa 1.500 km über dem Nordpol des Mondes liegen. Das Aposelen läge im geplanten Szenario etwa 70.000 km über dem Südpol, etwas jenseits der Rotationsachse des Mondes in Richtung des Lagrange-Punkts L2 hinter dem Mond. Die Umlaufdauer beträgt dabei etwa 6,5 d, was einer 9:2-Bahnresonanz mit der synodischen Periode des Mondes entspricht. Da die geplante Bahnebene fast senkrecht (near rectilinear) auf der Verbindungslinie Erde-Mond steht, wäre eine dauerhafte Sicht- und Funkverbindung zu Bodenstationen auf der Erde möglich.
Durch die große Bahnhöhe über dem Südpol wäre für einen großen Teil der Umlaufzeit auch Sichtverbindung zur erdabgewandten Seite der südlichen Polregion gegeben. So könnte der Gateway als Funkrelaisstation bei Erkundungsmissionen im strategisch besonders interessanten Südpolgebiet dienen.

## Projektplanung
Neben der japanischen JAXA wollen die kanadische CSA und europäische ESA an dem Projekt teilnehmen. Im August 2017 vergab die CSA den Auftrag zum Bau eines Remote Manipulator Systems (RMS/Canadarm), ein elektromechanischer Greifarm für die geplante Raumstation.
Im September 2017 unterzeichnete die russische Weltraumorganisation Roskosmos mit der NASA eine Absichtserklärung gemeinsam an diesem Projekt zu arbeiten. Auch andere Weltraumbehörden der BRICS-Staaten wurden zur Zusammenarbeit eingeladen. Roskosmos wollte neben Modulen mit seinen Trägerraketen Proton-M und Angara, die sich noch in der Entwicklung befindet, zum Projekt beitragen. Im Januar 2021 gab Roskosmos den Ausstieg Russlands aus dem Projekt bekannt, da es zu US-zentriert sei.
Am 28. Februar 2019 gab die kanadische Weltraumagentur ihre Beteiligung am LOP-G bekannt.
Im Mai 2019 vergab die NASA den Auftrag für die Entwicklung der Antriebseinheit des Gateways an Space Systems/Loral. Am 5. Juni 2020 vergab die NASA einen Auftrag an Northrop Grumman im Wert von 187 Mio. US-Dollar für die Entwicklung eines Habitat-Moduls (Habitation and Logistics Outpost (HALO) module). Es soll der Besatzung während des Aufenthalts als Unterkunft dienen. Die Summe deckte allerdings nicht die gesamten Baukosten ab, sondern lediglich die Design-Phase bis Ende 2020.

## Geplanter Aufbau

### Planung

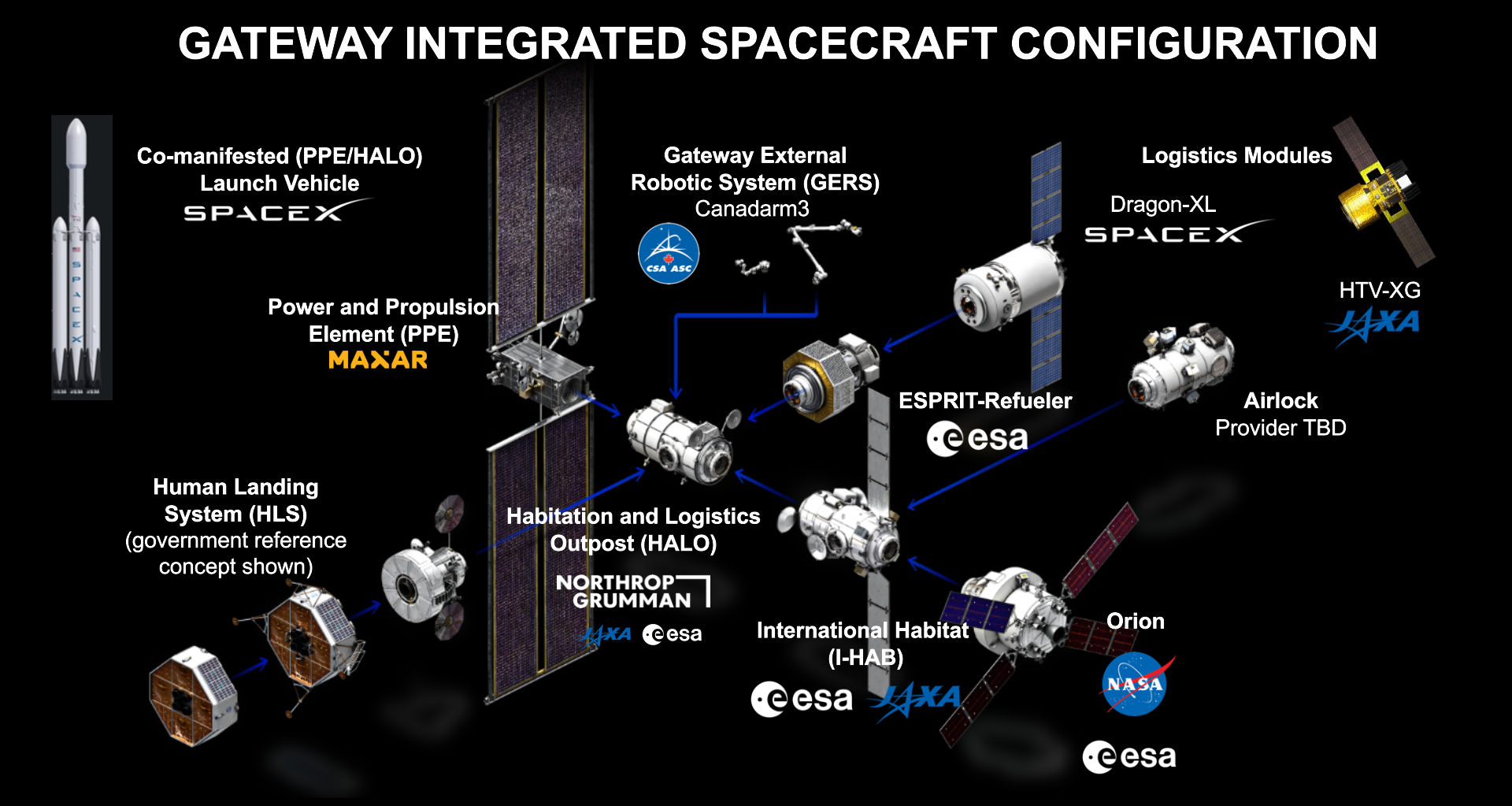
Geplante Konfiguration (Stand November 2022)

Das erste Modul der Raumstation – das Power and Propulsion Module (PPE) – soll Solarzellen zur Stromversorgung sowie Triebwerke beinhalten. Es soll frühestens im Jahr 2026 zusammen mit einem provisorischen kleinen Wohnmodul auf Basis des Cygnus-Raumschiffs („Habitation and Logistics Outpost“, HALO, auch „Utilization Module“ oder „Minimal Habitation Module“, MHM) in eine Mondumlaufbahn gebracht werden. Als Drittes soll ein temporäres Logistikmodul in Form eines Dragon-XL-Raumfrachters hinzukommen, der jeweils 6–12 Monate lang am Gateway andockt. Zusätzlich soll mit dem ersten Logistikmodul ein Multifunktionsroboterarm („Gateway External Robotic System“, GERS) als Beitrag der CSA permanent angebracht werden. Als vierte Komponente soll mit Artemis 4 ein von der ESA und JAXA gebautes, größeres Wohnmodul („International Habitat“, I-HAB) angekoppelt werden, um längere Aufenthalte in der Station zu ermöglichen. Als fünftes soll mit Artemis 5 ein von der ESA gebautes Modul angebracht werden, welches Kommunikation und Wiederbetankung für das Gateway übernehmen soll („European System Providing Refueling, Infrastructure and Telecommunications“, ESPRIT). Als sechste Komponente soll mit Artemis 6 eine von dem MBRSC gebaute Luftschleuse angekoppelt werden, um Weltraumausstiege zu ermöglichen.

### Ehemalige Planung
Im März 2017 veröffentlichte die NASA einen Zeitplan zum Aufbau und zur Nutzung des Lunar Orbital Platform-Gateways, der mit einem bemannten Flug zum Mars endet. In diesem Plan sollten vor allem Flüge der Rakete SLS mit Orion-Raumschiffen eingesetzt werden, um zusätzlich die Module zur Station bringen.
Außerdem sah die damalige Planung vor, im Jahr 2026 eine Luftschleuse zu installieren und dort mit einem unbemannten Flug Deep Space Transport (DST) anzudocken, ein wiederverwendbares Raumschiff mit chemischem Raketentriebwerk und Ionenantrieb. Danach sollte ein bemannter Flug folgen und die Crew soll über ein halbes Jahr in der Station verbringen. Nach einer Mission, um den Treibstoff und Vorräte aufzufüllen, sollte dann ab 2028 eine Besatzung etwa ein Jahr im DST leben. Um die Unabhängigkeit vom Rest der Station zu demonstrieren, sollte der DST möglicherweise abgekoppelt werden und erst zum Abschluss der Mission zum Lunar Orbital Platform-Gateway zurückkehren. Nach einer weiteren Versorgungsmission war dann geplant, mit einer vierköpfigen Crew zum Mars zu fliegen und in einen Marsorbit einzutreten. Später sollte der DST dann zurück zum Lunar Orbital Platform-Gateway fliegen. Diese Mission war vorläufig für 2030 oder später geplant.

Im Rahmen des Artemis-Programms wurde diese Planung 2019 überarbeitet. An dem Ziel von bemannten Marsflügen in den 2030ern wird weiter festgehalten.

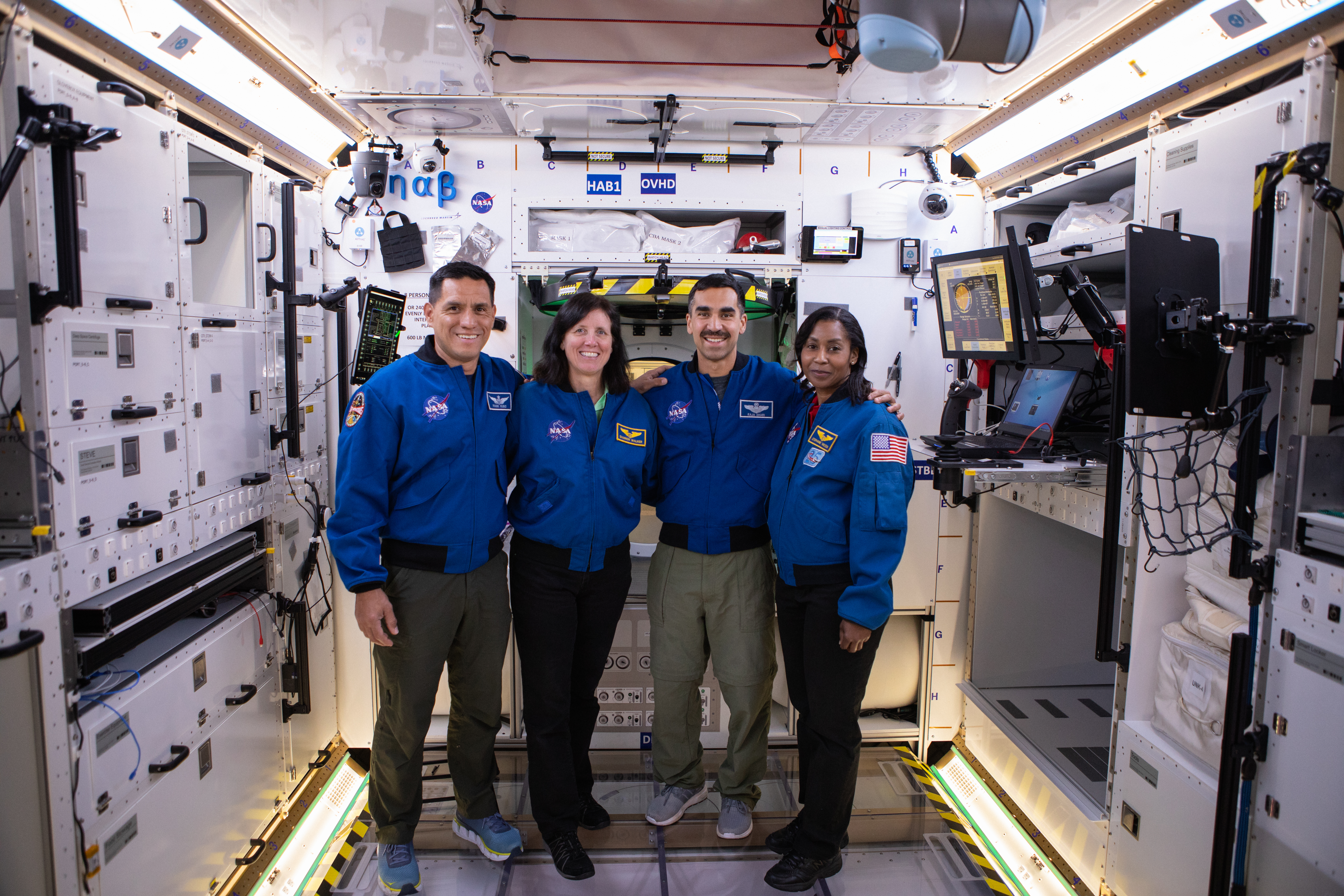
Vier Astronauten in einem Demonstrationsmodell eines LOP-G-Moduls.

## Kritik und mögliche Streichung
Der ehemalige NASA-Leiter Mike Griffin bezeichnete es als „dumm“, den Gateway zu bauen, bevor Astronauten auf dem Mond landen. Der Gateway werde dafür nicht benötigt. Der Apollo-11-Astronaut Buzz Aldrin sprach sich generell gegen das Gateway-Konzept aus. Robert Zubrin, Direktor der Mars Society, bezeichnete es als unnötige lunare Zollstation, die die bemannte Landung im 21. Jahrhundert um mindestens 8 Jahre verzögere und 30 Milliarden US-Dollar Mehrkosten verursache.
Der erste Budgetentwurf der NASA unter der Anfang 2025 angetretenen Trump-Regierung schlägt eine Streichung des Projekts vor; bereits entwickelte Komponenten sollten für andere Missionen umgewidmet werden.